# Diogenesia gracilipes
Diogenesia gracilipes är en ljungväxtart som först beskrevs av A.C. Smith, och fick sitt nu gällande namn av Herman Otto Sleumer. Diogenesia gracilipes ingår i släktet Diogenesia och familjen ljungväxter. Inga underarter finns listade i Catalogue of Life.